# Papillaria henschenii
Papillaria henschenii là một loài Rêu trong họ Meteoriaceae. Loài này được Müll. Hal. ex Ångstr. mô tả khoa học đầu tiên năm 1876.